# Richard Thorpe
Richard Thorpe, pseudonimo di Rollo Smolt Thorpe (Hutchinson, 24 febbraio 1896 – Palm Springs, 1º maggio 1991), è stato un regista e sceneggiatore statunitense.

## Biografia
Richard Thorpe cominciò la sua carriera artistica come attore sui palcoscenici teatrali nel vaudeville. Nel 1921 giunse a Hollywood ed esordì come attore nel cinema muto, ma ben presto si dimostrò più interessato alla regia che alla recitazione. Nel 1923 diresse il suo primo film e, per alcuni anni, curò la regia di numerose pellicole, in gran parte di genere western e commedie. 
Nel 1935 passò alle dipendenze della casa produttrice MGM e vi rimase per più di vent'anni. Tra la fine degli anni trenta e la metà degli anni quaranta diresse alcune pellicole d'avventura con protagonista Tarzan, quindi alcuni film musicali come Due ragazze e un marinaio (1944), e il dramma di spionaggio Al di sopra di ogni sospetto (1943).
Dagli anni cinquanta ottenne i suoi maggiori successi commerciali grazie a una serie di sfarzose pellicole in costume, come Ivanhoe (1952), Il prigioniero di Zenda (1952), I fratelli senza paura (1953), I cavalieri della Tavola Rotonda (1953), Il figliuol prodigo (1955) e L'arciere del re (1955).
Dopo aver diretto Il delinquente del rock and roll (1957), uno dei primi film interpretati da Elvis Presley, Thorpe diradò la sua attività di regista e concluse la carriera con il western Sfida oltre il fiume rosso (1967), dopo il quale si ritirò a vita privata.
La sua salma è stata cremata e le sue ceneri disperse nelle acque dell'oceano Pacifico.

## Riconoscimenti
Per il suo contributo all'industria cinematografica gli è stata assegnata una stella nella Hollywood Walk of Fame.

## Filmografia

### Regista

#### Anni venti
- The Fatal Photo (1923)
- Rough Ridin' (1924)
- Rarin' to Go (1924)
- Battling Buddy (1924)
- Fast and Fearless (1924)
- Hard-Hittin' Hamilton (1924)
- Rip Roarin' Roberts (1924)
- Bringin' Home the Bacon (1924)
- Thundering Romance (1924)
- Gold and Grit (1925)
- Full Speed (1925)
- Fast Fightin' (1925)
- On the Go (1925)
- Double Action Daniels (1925)
- Quicker'n Lightnin' (1925)
- Tearin' Loose (1925)
- The Desert Demon (1925)
- Saddle Cyclone (1925)
- Galloping On (1925)
- A Streak of Luck (1925)
- The Last Card (1926)
- The Roaring Rider (1926)
- Trumpin' Trouble (1926)
- The Fighting Cheat (1926)
- Coming an' Going (1926)
- The Twin Triggers (1926)
- Deuce High (1926)
- Ridin' Rivals (1926)
- Easy Going (1926)
- Rawhide (1926)
- Speedy Spurs (1926)
- Double Daring (1926)
- The Dangerous Dub (1926)
- Twisted Triggers (1926)
- The Bonanza Buckaroo (1926)
- College Days (1926)
- Josselyn's Wife (1926)
- The Bandit Buster (1926)
- The First Night (1927)
- The Cyclone Cowboy (1927)
- Between Dangers (1927)
- The Galloping Gobs (1927)
- Tearin' Into Trouble (1927)
- The Ridin' Rowdy (1927)
- The Meddlin' Stranger (1927)
- Pals in Peril (1927)
- Skedaddle Gold (1927)
- White Pebbles (1927)
- The Interferin' Gent (1927)
- The Soda Water Cowboy (1927)
- Ride 'em High (1927)
- The Obligin' Buckaroo (1927)
- Roarin' Broncs (1927)
- The Desert of the Lost (1927)
- The Ballyhoo Buster (1928)
- Desperate Courage (1928)
- The Cowboy Cavalier (1928)
- The Valley of Hunted Men (1928)
- Vultures of the Sea (1928)
- Saddle Mates (1928)
- The Vanishing West (1928)
- Flyin' Buckaroo (1928)
- The Fatal Warning (1929)
- La veste nuziale (The Bachelor Girl) (1929)
- Border Romance (1929)
- The King of the Kongo (1929)

#### Anni trenta
- The Lone Defender (1930)
- The Dude Wrangler (1930)
- Wings of Adventure (1930)
- The Thoroughbred (1930)
- Under Montana Skies (1930)
- The Utah Kid (1930)
- King of the Wild (1931)
- The Lawless Woman (1931)
- The Sky Spider (1931)
- The Lady from Nowhere (1931)
- Wild Horse (1931)
- Grief Street (1931)
- Neck and Neck (1931)
- Forgotten Women (1931)
- The Devil Plays (1931)
- Cross-Examination (1932)
- Murder at Dawn (1932)
- Probation (1932)
- Escapade (1932)
- Madre (The Midnight Lady) (1932)
- Forbidden Company (1932)
- Beauty Parlor (1932)
- Thrill of Youth (1932)
- The King Murder (1932)
- Slightly Married (1932)
- Women Won't Tell (1932)
- The Secrets of Wu Sin (1932)
- Forgotten (1933)
- Love Is Dangerous (1933)
- I Have Lived (1933)
- Strange People (1933)
- Notorious But Nice (1933)
- A Man of Sentiment (1933)
- Murder on the Campus (1933)
- Rainbow Over Broadway (1933)
- The Quitter (1934)
- Stolen Sweets (1934)
- City Park (1934)
- Green Eyes (1934)
- Cheating Cheaters (1934)
- Secret of the Chateau (1934)
- Strange Wives (1934)
- L'ultimo dei pagani (Last of the Pagans) (1935)
- The Voice of Bugle Ann (1936)
- La fuga di Tarzan (Tarzan Escapes), co-regia John Farrow e William A. Wellman (1936)
- Dangerous Number (1937)
- Notturno tragico (Night Must Fall) (1937)
- Lest We Forget, co-regia Henry Hathaway e Frank Whitbeck (1937)
- Sposiamoci in quattro (Double Wedding) (1937)
- Man-Proof (1938)
- Love Is a Headache (1938)
- The First Hundred Years (1938)
- Frou-Frou (The Toy Wife) (1938)
- The Crowd Roars (1938)
- Three Loves Has Nancy (1938)
- Le avventure di Huckleberry Finn (The Adventures of Huckleberry Finn) (1939)
- Il figlio di Tarzan (Tarzan Finds a Son!) (1939)

#### Anni quaranta
- The Earl of Chicago, co-regia di (non accreditato) Victor Saville (1940)
- Giuramento di sangue (20 Mule Team) (1940)
- Tragica luna di miele (Busman's Honeymoon), regia di Arthur B. Woods - Location di Richard Thorpe (non accreditato) (1940)
- Avventura nel Wyoming (Wyoming) (1940)
- Follia (Rage in Heaven), regia di W. S. Van Dyke - co-regia di Robert B. Sinclair e Thorpe (non accreditati) (1941)
- Pancho il messicano (The Bad Man) (1941)
- Vecchio squalo (Barnacle Bill) (1941)
- Il tesoro segreto di Tarzan (Tarzan's Secret Treasure) (1941)
- The Bugle Sounds (1942) (non accreditato)
- Un americano qualunque (Joe Smith, American) (1942)
- Tarzan a New York (Tarzan's New York Adventure) (1942)
- Apache Trail (1942)
- La sirena del Congo (White Cargo) (1942)
- Three Hearts for Julia (1943)
- Al di sopra di ogni sospetto (Above Suspicion) (1943)
- Angeli all'inferno (Cry 'Havoc) (1943)
- Due ragazze e un marinaio (Two Girls and a Sailor) (1944)
- L'uomo ombra torna a casa (The Thin Man Goes Home) (1944)
- Luna senza miele (Thrill of a Romance) (1945)
- Sua altezza e il cameriere (Her Highness and the Bellboy) (1945)
- Al caporale piacciono le donne (What Next, Corporal Hargrove?) (1945)
- La matadora (Fiesta) (1947)
- Ti avrò per sempre (This Time for Keeps) (1947)
- Su di un'isola con te (On an Island with You) (1948)
- Così sono le donne (A Date with Judy) (1948)
- Primavera di sole (The Sun Comes Up) (1949)
- Jack il bucaniere (Big Jack) (1949)
- Il ritorno di Lassie (Challenge to Lassie) (1949)
- Malesia (Malaya) (1949)
- La legge del silenzio (Black Hand) (1949)

#### Anni cinquanta
- Tre piccole parole (Three Little Words) (1950)
- La valle della vendetta (Vengeance Valley) (1951)
- Il grande Caruso (The Great Caruso) (1951)
- Lo sconosciuto (The Unknown Man) (1951)
- It's a Big Country (1951)
- Carabina Williams (Carbine Williams) (1952)
- Ivanhoe (1952)
- Il prigioniero di Zenda (The Prisoner of Zenda) (1952)
- Vita inquieta (The Girl Who Had Everything) (1953)
- I fratelli senza paura (All the Brothers Were Valiant) (1953)
- I cavalieri della Tavola Rotonda (Knights of the Round Table) (1953)
- Il principe studente (The Student Prince), co-regia, non accreditato, Curtis Bernhardt (1954)
- Athena e le sette sorelle (Athena) (1954)
- Il figliuol prodigo (The Prodigal) (1955)
- Il dubbio dell'anima (Bedevilled) (1955)
- L'arciere del re (Quentin Durward) (1955)
- 10.000 camere da letto (Ten Thousand Bedrooms) (1957)
- Contrabbando nel Mediterraneo (Tip on a Dead Jockey) (1957)
- Il delinquente del rock and roll (Jailhouse Rock) (1957)
- La casa dei sette falchi (The House of the Seven Hawks) (1959)
- Ombre sul Kilimangjaro (Killers of Kilimanjaro) (1959)

#### Anni sessanta
- Per favore non toccate le palline (The Honeymoon Machine) (1961)
- I tartari (1961)
- Caccia al tenente (The Horizontal Lieutenant) (1962)
- Per sempre con te (Follow the Boys) (1963)
- L'idolo di Acapulco (Fun in Acapulco) (1963)
- The Golden Head (1964)
- Crociera imprevista (The Truth About Spring) (1964)
- Quello strano sentimento (That Funny Feeling) (1965)
- Il segreto dello scorpione (The Scorpio Letters) (1967)
- Sfida oltre il fiume rosso (The Last Challenge) (1967)

### Sceneggiatore
- On the Go (1925)
- Tearin' Loose (1925)
- Galloping On (1925)
- Coming an' Going (1926)
- Rawhide (1926)
- Speedy Spurs (1926)
- Double Daring (1926)
- The Dangerous Dub (1926)
- The Bandit Buster (1926)
- Between Dangers (1927)
- The Galloping Gobs (1927)
- The Fightin' Comeback (1927)
- Red Clay (1927)
- The Ridin' Rowdy (1927)
- Pals in Peril (1927)
- Skedaddle Gold (1927)
- Ride 'em High (1927)
- The Obligin' Buckaroo (1927)
- Roarin' Broncs (1927)
- The Desert of the Lost (1927)
- The Ballyhoo Buster (1928)
- Desperate Courage (1928)
- The Cowboy Cavalier (1928)
- The Valley of Hunted Men (1928)
- Saddle Mates (1928)
- Flyin' Buckaroo (1928)
- The Lawless Woman (1931)

### Attore
- Burn 'Em Up Barnes, regia di George Beranger e Johnny Hines (1921)
- Three O'Clock in the Morning, regia di Kenneth S. Webb (1923)
- Rough Ridin' (1924)
- Flames of Desire, regia di Denison Clift (1924)
- Restless Wives, regia di Gregory La Cava (1924)

### Montatore
- The Lady from Nowhere (1931)
- Grief Street (1931)
- The Devil Plays (1931)
- City Park (1934)